# 沖野晃司
沖野 晃司（おきの こうじ、1985年11月18日 - ）は、日本の俳優、声優、殺陣師、振付師。福岡県出身。アトミックモンキー所属。企画演劇集団ボクラ団義所属。

## 人物・来歴
2000年より芸能活動開始。2003年高校卒業とともに所属劇団を退団、映画系養成所に進む。日本最大級のミュージカルカンパニーである、アメリカ・ステラアドラーアカデミーにて研修を受ける。2007年脚本家の久保田唱と共に企画演劇集団ボクラ団義を旗揚げ。
主に舞台演劇を中心に活動。織田信長や坂本龍馬などの歴史上人物、人外の狂気じみた役柄から有能な議員秘書や凡庸なサラリーマンなど幅広い役柄をこなす。人気ゲームシリーズ 天誅を舞台化した『舞台版天誅』ではゲームキャラクターである齢800歳の伝説の忍び・鬼陰を見事に怪演した。翌2015年に再演として『舞台版天誅-2015』が上演された際は初演と同じく鬼陰を演じ、またその裏で殺陣師として全手付けを担当。
2015年からは自団体だけでなく、X-QUEST、ポップンマッシュルームチキン野郎、劇団6番シード、外部団体でも積極的に活動。
俳優として出演する一方で、殺陣師、振付師として携わり、自らの身体能力・表現力の高さに加え、指導の良さにも定評がある。魂刀流志伎会師範免許を持っており、2011年より俳優業の傍ら定期的に殺陣教室を開き、劇団内外の参加者を受け入れ殺陣の技術向上に勉めている。
また、ネットラジオ『ボクラジ!』（毎月第2・4日曜日配信・2011年7月〜）ネットTV放送『ボクラ.TV〜民放への道〜』（毎月第4木曜日放送・2012年10月〜2014年9月）『ボクラのなかTV〜地上波への道』（毎月最終月曜収録／後日配信・2014年10月〜2017年4月）『ボクラ〇〇TV』（毎月最終月曜日収録/翌月5日・15日・25日配信/2017年7月〜） ではメインパーソナリティを務める。
2016年、声のみの預かりにてアトミックモンキー所属。
2017年、メインキャスト石田三成役にて斬劇戦国BASARAシリーズ最新作『関ヶ原の戦い』に出演。春季からは声優として『僕のヒーローアカデミア』（第二期）に参加し、活動の幅を更に広げている。　
2019年、個人ファンイベントを機に俳優の吉田宗洋、岡部直弥と共にユニットKaiRan-Vanを結成。地方ロケ、YouTube配信（かいらんゔぁんチャンネル）、ツイキャス、イベントなど精力的に活動中。そこに集うファンの名称はユニオンメンヴァーと命名されている。
2020年8月のKaiRan-Van1周年記念LIVEをきっかけに、ミュージシャンで音楽プロデューサーである実兄のOkkyとの共同作業でカヴァー曲歌唱を始め、Youtubeかいらんゔぁんチャンネルに不定期にUPしている。
2020年12月からはKaiRan-Van内の個人企画として、Youtubeかいらんゔぁんチャンネルにゲーム実況を不定期にUP。
2021年3月15日、アトミックモンキーに正所属。
2021年12月11日、所属する企画演劇集団ボクラ団義が、2022年3月の暫定最終公演をもって無期限活動休止することを発表。
2023年4月2日、企画演劇集団ボクラ団義代表の久保田唱により2023年1月31日に設立された株式会社ボクラ団社の取締役に就任し、同社初のプロデュース公演舞台『ボクノロワイヤル』に出演することを発表。
2024年10月30日、11月に実兄Okkyと共にソロライブを行うことを発表。

## 出演

### 舞台

#### 企画演劇集団ボクラ団義
- 企画演劇集団ボクラ団義vol.1『re・call』（2007年12月20日 - 27日、阿佐ヶ谷アルシェ） - 塚田武直 役
- 企画演劇集団ボクラ団義vol.2『and After』（2008年7月31日 - 8月3日、アイピット目白） - テツ 役
- 企画演劇集団ボクラ団義vol.3『オトトイ』（2009年1月29日 - 2月1日、アイピット目白） - 加茂義一役
- 企画演劇集団ボクラ団義vol.4『わラワレ!』（2009年6月18日 - 21日、シアターグリーンBOX in BOX） - 田中稔 役（主演）
- 企画演劇集団ボクラ団義vol.5『re-Make-リメイク-』（2009年12月2日 - 8日、アイピット目白） - ロンメル 役
- 企画演劇集団ボクラ団義vol.6『ハイライト・ミレニアム』（2010年5月5日 - 9日、シアターグリーンBOX in BOX） - 高世真 役（主演）
- 企画演劇集団ボクラ団義vol.7『嘘つきたちの唄』（2010年12月1日 - 6日、日暮里d-倉庫） - 中原耕介 役（主演）
- 企画演劇集団ボクラ団義vol.8『ゴーストライターズ』 - 桐谷修 役
  - 東京公演：2011年4月13日〜17日、シアターグリーンBOX in BOX
  - 大阪公演：2011年4月30日 - 5月1日、in→dependent theatre 2nd
- 企画演劇集団ボクラ団義vol.9『オーバースマイル』 - オウ・レイ 役
  - 東京公演：2011年8月31日 - 9月4日、シアターグリーンBOX in BOX[7]
  - 大阪公演：2011年9月16日 - 18日、in→dependent theatre 2nd
- 企画演劇集団ボクラ団義vol.10『鏡に映らない女 記憶に残らない男』（2012年2月15日 - 20日、新宿SPACE107） - 鷹宮愁（大人） 役（主演）
- 企画演劇集団ボクラ団義番外公演『ハンズアップ』（2012年5月23日 - 6月3日、シアターKASSAI） - 安里悠児 役
- 企画演劇集団ボクラ団義再演プロジェクトvol.1『ワラワレ』（2012年9月12日 - 17日、シアターモリエール） - 田中稔 役（主演）
- 企画演劇集団ボクラ団義vol.11『忍ぶ阿呆に 死ぬ阿呆』 - 織田信長 役
  - 東京公演：2012年11月7日 - 12日、新宿SPACE107
  - 大阪公演：2012年12月7日 - 9日、大阪市立芸術創造館
- 企画演劇集団ボクラ団義-Play Again-vol.2『嘘ツキタチノ唄』（2013年1月18日 - 27日、シアターグリーンBOX in BOX） - 中原耕介 役（主演）[8]
- 企画演劇集団ボクラ団義vol.12『さよならの唄』（2013年5月30日 - 6月2日、六行会ホール） - バスの運転手（東條道弘） 役
- 企画演劇集団ボクラ団義-Play Again-vol.3『OVER SMILE』（2013年9月26日 - 30日、シアターグリーンBIG TREE THEATER） - オウ・レイ 役
- 企画演劇集団ボクラ団義vol.13『虹色の涙 鋼色の月』 - カイ 役
  - 東京公演：2013年12月4日 - 8日、新宿SPACE107
  - 大阪公演：2013年12月13日 - 15日、大阪市立芸術創造館
  - 神奈川公演：2014年1月11日 - 12日、横浜相鉄本多劇場
- 企画演劇集団ボクラ団義-Play Again-vol.4『ゴーストライターズ!!』（2014年2月28日 - 3月9日、新宿SPACE107） - 桐谷修 役
- 企画演劇集団ボクラ団義vol.14『耳があるなら蒼に聞け 〜龍馬と十四人の志士〜』（2014年6月25日 - 7月6日、中野ザ・ポケット） - 坂本龍馬 役
- 企画演劇集団ボクラ団義vol.15『シカク』（2014年12月18日 - 28日、サンモールスタジオ） - 男B 役
- 企画演劇集団ボクラ団義-Play Again-vol.5『忍ブ阿呆ニ死ヌ阿呆』（2015年3月11日 - 22日、シアターグリーンBIG TREE THEATER） - 織田信長 役
- 企画演劇集団ボクラ団義vol.16『時をかける206号室』（2015年8月19日 - 30日、シアターグリーンBIG TREE THEATER） - 疲れた夫 役
- 企画演劇集団ボクラ団義vol.17『十七人の侍』（2015年11月20日 - 29日、CBGKシブゲキ!!） - 小嶋康介 / カンベエ / セイベエ 役
- 企画演劇集団ボクラ団義番外公演『誤人』（2016年3月23日 - 4月3日、シアターKASSAI） - 白樺道彦（鮫島聡） 役
- 企画演劇集団ボクラ団義-Play Again-vol.6『耳ガアルナラ蒼ニ聞ケ』 - 坂本龍馬役
  - 東京公演：2016年7月6日 - 10日、あうるすぽっと
  - 大阪公演：2016年7月23日 - 25日、HEP HALL
- 企画演劇集団ボクラ団義vol.18『今だけが 戻らない』（2016年11月16日 - 23日、CBGKシブゲキ!!） - 渡部浩一 役（主演）
- 企画演劇集団ボクラ団義vol.19『飛ばぬ鳥なら落ちもせぬ』（2017年4月4日 - 16日、吉祥寺シアター） - 楠木正虎 役
- 企画演劇集団ボクラ団義-Play Again-vol.7『サヨナラノ唄』（2017年7月13日 - 23日、CBGKシブゲキ!!） - バスの運転手（東條道弘） 役
- 企画演劇集団ボクラ団義vol.20『ぼくらの90分間戦争』  - 富澤幾真 役
  - 東京阿佐ヶ谷公演：2017年12月20日 - 23日、阿佐ヶ谷アルシェ
  - 東京池袋公演：2017年12月27日 - 2018年1月15日、池袋シアターKASSAI
  - 大阪公演：2018年1月19日 - 21日、インディペンデントシアター2nd
- 企画演劇集団ボクラ団義vol.21『戦国アイドルタイム』（2018年6月27日 - 7月15日、浅草九劇） - 七曲左之助時継 役
- 企画演劇集団ボクラ団義 -Play Again- vol.8 『遠慮ガチナ殺人鬼』（2019年1月9日 - 20日、中野ザ・ポケット） - 篠崎響一 役
- 企画演劇集団ボクラ団義 -Play Again- vol.9 『re-call』（2020年2月20日 - 3月1日、新宿村LIVE） - 佐倉祐一 役（主演）
- 企画演劇集団ボクラ団義 -Play Again-vol.10 『鏡ニ映ラナイ女 記憶ニ残ラナイ男』 （2021年4月7日 - 11日、あうるすぽっと） - 男・鷹宮愁（大人）役（主演）[9]
- 企画演劇集団ボクラ団義 vol.23『神ミタイナ時間』[10]（2021年10月27日 - 31日、CBGKシブゲキ!!） - 尾崎京司 役[11] ※2020年公演中止・映画化企画[12]
- 企画演劇集団ボクラ団義 暫定最終公演 ２作品同時上演 （2022年3月19日 - 27日 、CBGKシブゲキ!!）[13]
  - 『耳ガアルナラ蒼ニ聞ケ 〜龍馬と十四人の志士〜』- 坂本龍馬 役
  - 『HANDS UP 2022』- 安里悠児 役

#### ボクラ団社
- 『ボクノロワイヤル〜髪の毛同士の戦闘絵巻〜』（2023年6月7日〜12日、CBGKシブゲキ!!） - ゼントウノカミ 役[14]
- 『OVER SMILE 2024』（2024年3月1日〜10日、あうるすぽっと） - レイ 役[15]
- ボクラ団社×T-gene主催 ボクジェネpresents 『シバイノツクリカタ』（2024年12月4日〜9日、TACCS1179） - 深鴨修二郎 役

#### Kairan-Van
- Kairan-Van×SANETTY 『オクヤミ（仮）』（2025年6月6日〜8日、コフレリオ新宿シアター） - 海瀬 役

#### X-QUEST
- 『演戯王 -KING OF PLAYER-』（2010年7月7日 - 11日、吉祥寺シアター）
- 『ムサ×コジ』（2011年7月21日 - 24日、Theater1010ミニシアター） - 宍戸梅軒 役
- 『七人の白雪姫〜同時上映〜七人の桃太郎』（2012年3月21日 - 25日、吉祥寺シアター） - チューズデー 役
- 『ムサ×コジ ハイパー』（2012年10月2日 - 8日、Theater1010ミニシアター）  - 宍戸梅軒 役
- 『BLUE APPLE〜紅水母の柩〜』（2013年2月27日 - 3月3日、シアターグリーンBIG TREE THEATER） - キャプテン・リキッド 役
- 『ミハルの人魚-戦慄の人間ミキサー!-』（2013年8月17日 - 25日、下北沢駅前劇場） - Z 役
- 『金と銀の鬼-チェインソウル-』（2015年6月17日 - 28日、王子小劇場） - 緑丸 役

#### 斬劇『戦国BASARA』シリーズ
- 斬劇『戦国BASARA 関ヶ原の戦い』（2017年2月3日 - 12日、東京：天王洲 銀河劇場 / 2月17日 - 19日、大阪：梅田芸術劇場 シアター・ドラマシティ） - 石田三成 役
- 斬劇『戦国BASARA 小田原征伐』（2017年8月11日 - 20日、東京：AiiA2.5TheaterTokyo / 8月25日 - 27日、大阪：立命館いばらきフューチャープラザ） - 石田三成 役
- 斬劇『戦国BASARA 第六天魔王』（2018年3月2日 - 11日、東京：AiiA2.5TheaterTokyo / 3月16日 - 18日、大阪：森ノ宮ピロティーホール） - 石田三成 役
- 斬劇『戦国BASARA 蒼紅乱世 [16]』（東京：オルタナティブシアター） - 石田三成 役
  - 『紅』未来への誇り（2018年12月7日 - 16日） - 映像出演
  - 『蒼』THE PRIDE （2018年12月21日 - 30日）
- 斬劇『戦国BASARA 天政奉還』（2019年7月12日 - 21日、東京：ヒューリックホール東京 / 7月26日 - 28日、大阪：梅田芸術劇場シアター・ドラマシティ） - 石田三成 役
- 斬劇『戦国BASARA 豊臣滅亡』（2020年4月10日 - 19日、東京：品川プリンスホテル ステラボール / 4月24日 - 26日、神戸：AiiA 2.5 Theater Kobe） - 石田三成 役（主演）全公演開催自粛[17]

#### その他（舞台）
- 劇団東俳合同公演『王子と乞食』（日本教育会館 一ツ橋ホール）

- 『善綱森高校籠球部』（相鉄本多劇場）
- 横浜アートライブ演劇祭出展作品 『筑波日記』（相鉄本多劇場） - 主演

- 神田時来組プロデュース公演『志士たち』（2008年6月11日 - 15日、シアターサンモール）橋口荘助 役
- FREAK ENTERTAINMENT PRODUCE『GUNS-All or Nothing-』（2008年10月7日 - 13日 / 再演：2009年10月27日 - 11月1日、池袋シアターグリーンBIG TREE THEATER） - 笠松良次 役
- KENプロデュース第4回公演『ビキニも夢見る白い部屋』（2008年12月17日 - 23日、池袋GEKIBA） - 金田雄太 役（Blackオロナイン主演）
- KENプロデュース第5回公演『ASU』（2009年5月23日 - 24日、コア池袋ホール） - スカンダ 役
- amipro×KENプロデュース presents 『刻め、我ガ肌ニ君ノ息吹ヲ』（2009年7月23日 - 27日、アイピット目白） - 外道丸 役
- KENプロデュース第6回公演『白と黒とその泡と』（2009年9月9日 - 13日、池袋GEKIBA） - 田上元気 役
- KENプロデュース第7回公演『海冥の城、白の姫君』（2009年12月25日 - 27日、北沢タウンホール） - 渡辺綱 役 / 殺陣協力
- 池袋シアターグリーン提携公演ACTOR’S TRASH ASSH『刻め、我ガ肌ニ君ノ息吹ヲ』（2010年9月1日 - 5日、池袋シアターグリーンBIG TREE THEATER） - 外道丸 役
- KENプロデュース第8回公演『白と黒とその泡と』（2010年9月16日 - 20日、池袋小劇場） - 田上元気 役
- KENプロデュース第9回公演『300年の絵画と鉄仮面の姫君』（2011年1月8日 - 9日、北沢タウンホール） - ザック 役 / 殺陣指導
- DRAGON´S HEAVEN『for the stainless lnnocence〜無垢なる子らのために〜』（2011年6月16日 - 21日、日暮里d-倉庫） - 幕末・齋藤一 役
- KENプロデュース第12回公演『嘘つきの姫君と三人の絵師』（2012年1月21日 - 22日、北沢タウンホール） - 殺陣指導・殺陣
- 和興芸能30周年記念公演『ENDLESS HILLS』（2012年6月29日 - 7月1日、築地ブティストホール） - ラ・ル ナ役
- BIZARREvol.5『覇権DO!!』（2012年7月25日 - 29日、Geki地下Liberty） - 織田信長 役
- 梶健吾×ボクラ団義『紅蓮、還る』（2013年10月17日 - 20日、池袋シアターKASSAI） - 柳生爽治郎 役
- タンバリンプロデューサーズ『MOSH06 悪い奴ほどよく眠る』（2014年1月28日 - 2月2日、中野テアトルBONBON） - サロペッツ 役
- タンバリンプロデューサーズ『新耳袋3 喫茶店奏鳴曲〜カフェ・ソナタ』（2014年4月2日 - 5日、中野ザ・ポケット） - 吉原恭一郎 役
- ACRAFT『舞台版 天誅』（2014年5月7日 - 11日、シアターサンモール） - 鬼陰 役
- ENG第2回公演『THRee'S』（2014年9月10日 - 15日、笹塚ファクトリー） - 関羽 役
- ACRAFT『紅蓮、ふたたび』（2014年10月8日 - 19日、笹塚ファクトリー） - 柳生爽治郎 役
- ポップンマッシュルームチキン野郎『独りぼっちのブルース・レッドフィールド』（2015年2月22日 - 3月1日、シアターサンモール） - ブルース・レッドフィールド（若年期） 役
- 劇団6番シード『ザ・ボイスアクター』（新宿村LIVE） - 日替わりゲスト出演
  - オンライン編（2015年4月16日）
  - アニメーション編（2015年４月20日）
- VAP PRESENTS『新選組オブ・ザ・デッド』（2015年5月2日 - 4日、大阪：HEP HALL / 5月13日 - 18日、東京：CBGKシブゲキ!!） - 土方歳三 役
- SANETTY Produce『ロストマンブルース』（2015年5月26日 - 31日、笹塚ファクトリー） - 朝倉一義 役（主演）
- LIVEDOGプロデュース『壊れかけの恋唄』（2015年7月15日 - 20日、新宿村LIVE） - 相沢誠司 役
- ENG第三回公演『関ヶ原で一人〜lonely SEKIGAHARA〜』（2015年9月30日 - 10月4日、六行会ホール） - 平岡頼勝 役
- ACRAFT『舞台版 天誅 -2015』 （2015年10月21日 - 25日、六行会ホール） - 鬼陰 役
- ディー・コンテンツ『レプリカ』（2016年1月13日 - 17日、笹塚ファクトリー） - 上倉 役
- 劇団6番シード『メイツ！』（2016年1月31日、六行会ホール） - 村雨達雄 役（日替わりゲスト出演）
- 劇団ヘロヘロQカムパニー第32回公演『無限の住人』（2016年2月11日 - 17日、全労済ホール スペース・ゼロ） - 凶戴斗 役
- ホットポットクッキング『失神タイムスリドル』（2016年4月29日 - 5月2日、新宿村LIVE） - 小笠原拓人 役
- ポップンマッシュルームチキン野郎『うちの犬はサイコロを振るのをやめた』（2016年7月29日、シアターサンモール） - 吉田茂 役（日替わりゲスト出演）
- 劇団6番シード第62回公演『Life is Numbers 〜ライフイズナンバーズ〜』（2016年9月7日 - 11日、中野ザ・ポケット） - 三島源次 役
- 第5回 SANETTY Produce『都落ちコンダクターの一振』（2017年5月24日 - 29日、新宿村LIVE） - 目黒川光輝 役（主演）
- クロジ第16回公演『銀の国 金の歌』（2017年10月4日 - 9日、俳優座劇場） - 銀 役（主演）
- LIVEDOGプロデュース『鬼斬ZERO』（2017年11月22日 - 26日、新宿・シアターサンモール） - モモタロウ 役
- 4S企画Presents『刻め、我ガ肌ニ君ノ息吹ヲ〜THE ORIGIN〜』（2018年4月11日 - 15日、新宿スターフィールド劇場） - 外道丸 役
- 劇団ヘロヘロQカムパニー第36回公演『舞台版 無限の住人〜完結編〜』（2018年5月13日 - 22日、全労済ホール スペース・ゼロ） - 凶戴斗 役
- クロジ第17回公演『いと恋めやも』（2018年8月22日 - 26日、全労済ホール スペース・ゼロ） - 緋桜院蘇芳 役
- RINCO PRODUCE STAGE 『リミット・オブ・タイムラグ[18]』（2018年10月5日 - 14日、CBGKシブゲキ!!） - 前頭健役
- 劇団ヘロヘロQカムパニー 第37回公演『DARK CROWS 2019　トキノソラ』（全労済ホール スペース・ゼロ）
  - 2019年2月4日 - 日替わりゲスト出演：ホムラ 役
  - 2月11日 - 特別出演：岡田以蔵 役（トリプルキャスト）
- 『信長の野望・大志－零－桶狭間前夜　〜兄弟相克編〜』（2019年11月14日 - 20日、東京：かめありリリオホール / 2019年11月23日、名古屋：名古屋特殊陶業市民会館 ビレッジホール） - 織田信行 役
- 『信長の野望・大志 〜最終章〜 群雄割拠 関ヶ原』（2020年6月4日 - 9日、シアター1010） - 織田信行 役[19] 公演中止
- 『ぼくらの七日間戦争』（2020年9月11日 - 20日、かめありリリオホール）[20] - 相原徹 役
- 『信長の野望・大志 〜最終章〜 群雄割拠 関ヶ原』（2021年7月23日 - 29日、かめありリリオホール） - 織田信行 役 ※2021年7月26日 - 29日公演中止[21]
- クロジ第19回公演『白い雪と赤い華』 （2021年10月3日、 こくみん共済 coop ホール／スペース・ゼロ） - 由良 役（日替わりゲスト出演）[22]
- 舞台『滄海天記・序篇〜 天月、闇に墜つ 〜』（2021年12月8日 - 12日 シアター1010） - 織田信長 役[23]
- 『笑わない君と笑う僕』（2022年10月28日 TACCS1179） 日替わりゲスト出演[24]
- 音楽劇『ジェイド・バイン』（2022年11月17日 - 23日 シアター1010）  - ケナフ・ハウライト 役[25]
- 劇団ヘロヘロQカムパニー 第39回公演「立て！マジンガーZ!!」（2022年12月4日、こくみん共済 coop ホール／スペース・ゼロ） - 日替わりゲスト[26]
- 舞台『滄海天記〜陽炎篇〜』（2023年2月10日 - 14日　シアター1010） - 織田信長 役[27]
- T-gene stage 『MOMOTARO』（2023年5月28日 六行会ホール）日替わりゲスト - 吉役　殺陣師[28]
- 舞台『爆劔〜源平最終決戦〜』（2023年9月14日 - 19日 CBGKシブゲキ‼） - 弁慶 役[29]
- T-gene stage『消された声』（2023年10月4日 - 9日 すみだパークシアター倉） - 大島ソウタ 役 （W主演）[30]
- 舞台『パリピ孔明』（2024年5月3日 - 6日、天王洲 銀河劇場 / 5月10日・11日、サンケイホールブリーゼ） - 赤兎馬カンフー 役[31]
- 異形の血を継ぐ者『散れ桜よ、刻天ノ証ニ2024』（2024年6月19日 - 23日 俳優座）  - 外道丸 役 [32]
- T-gene stage『図ったん×ひょったん the STAGE』（2024年6月29日・30日 すみだパークシアター倉） -日替わりゲスト [33]
- 朗読劇『ニュー・ルネッサンス・イン・パリ』（2024年7月24日、博品館劇場） - ジャック・ラング 他役[34]
- 舞台『新宿羅生門「薩長エージェンシー編」』（2025年1月18日 - 26日、こくみん共済 coop ホール／スペース・ゼロ） - 土方玲雄 役[35]
- T-gene Stage 『正義の味方 〜ジャスティス・タクティス〜』 2025年2月26日 - 3月3日、中目黒キンケロシアター） - 長嶋茂雄 役（日替わりゲスト）　予定
- リーディックシアター『無黒ノ宴 葉之刻（舞台版）』（2025年3月29日・30日、シアターX） - スズラン 役[36]
- T-gene Stage 『Altersong』（2025年6月20日、築地本願寺ブディストホール） - ワーシャ・ティジェネスキー 役（日替わりゲスト）
- 舞台『THE VILLAINS 〜ダークフェルの悪夢〜』（2025年7月9日 - 13日、六行会ホール） - 怪人二十面相 役[37]
- 歌劇「千本桜〜令和間引刻〜」（2025年10月30日 - 11月3日、こくみん共済 coop ホール／スペース・ゼロ） - アルルカン 役[38]

### ミュージカル
- 骨髄移植推進キャンペーンミュージカル『明日への扉』（2005年、文京シビックホール / 2006年、五反田ゆうぽうとホール / 2007年、アクロス福岡シンフォニーホール） - 主演
- 郡司企画プロデュース公演 VOL.86 MUSICAL FANTASY『LOVE 2007』（2007年8月18日・19日、かめありリリオホール） - ディミトリアス 役

### 映画
- 『寝ずの番』（2006年）
- 『親父』（2006年）
- 『荒くれKNIGHT』（2007年）
- 『僕らのワンダフルデイズ』（2009年）
- 『アムネジア』 - 主演
- 『淡空』
- 『春を愛する人〜for Dears〜』監督：沖野晃司
- 『雪の華』 - 主演
- 『お江戸のキャンディー』（2015年） - 青州 役
- 『にっちもさっちも』（2015年） - 近藤 役
- 『パーポーピーポー』（2016年） - 近藤 役（W主演）
- 『サプライズ！』（2017年） - 近藤 役
- 6BANCEED×PROJECTYAMAKEN『Dプロジェクト』（2017年） - オキノ刑事 役[39]
- 『ディープロジック』（2020年） - オキノ刑事役[40]
- 企画演劇集団ボクラ団義『神ミタイナ時間』（2021年10月） - 尾崎京司 役（W主演） [41]
- 『まくをおろすな!』（2023年） - 若旦那 役[42]

### テレビドラマ
- 『僕の生きる道』（2003年、関西テレビ / フジテレビ）
- 金曜エンタテイメント『京都食い道楽!古本屋探偵ミステリー2 夏目漱石に秘められた哀しい恋文』（2004年5月28日、フジテレビ）
- 『戦国自衛隊・関ヶ原の戦い』（2006年、日本テレビ）
- 『ライオン丸G』（2006年10月 - 12月、テレビ東京）
- 水曜ミステリー9『神楽坂署生活安全課 失われた絆・愛犬誘拐事件』（2008年10月8日、テレビ東京）
- 金曜プレステージ『浅見光彦シリーズ 美濃路殺人事件』（2009年6月12日、フジテレビ）

### Web配信ドラマ
- 劇団ヘロヘロQカムパニー　日替わり配信ドラマ『アッパレ！下町大家族』第10話「晴多家大フィーバー！子供たちに福来る？!」（2021年5月8日）日替わりゲスト[43]

### CM
- PlayStation キャンペーンCM
- 東京Disneysea
- UCCブラック無糖
- アコム

### TV番組
- 『ニンゲン観察バラエティ モニタリング』（2021年3月18日、TBS）

### その他実写出演

#### ビデオ
- 日活教育ビデオ 『凶器にもかわる携帯電話〜中高校生の自己防衛』（2003年） - 鹿取伸介 役（主演）

#### ライブ
- 『長谷川泰子リサイタル』（2006年12月5日、練馬文化センターつつじホール）
- Tokyo elan presents『Where are WE going?…The final』2009年2月28日 - Support performer レイ 役（CLUB CITTA'川崎）

#### ダンサー
- 『ブレイジングリズム』（東京ディズニーランド）
- 『サンバカーニバル』（浅草）
- 『BARABAN NIGHT!』（原宿アストロホール）

#### アクション
- ジョイントプロデュース『仮面ライダー響鬼』（関東エリア）
- 『numb』（靖国神社）

#### 殺陣
- 『詩吟全国大会』（調布グリーンホール）

#### MV
- Rose in many Colors 『My name is…』（2019年4月14日） - 主演[44]

### KaiRan-Van
- 沖野晃司 初ファンイベント『KaiRan-Van』（2019年9月28日、大塚ドリームシアター）
- 第2回イベント『KaiRan-Van〜伊勢に行ってきたよぉ〜』（2020年2月9日、四谷3丁目ドリームシアター）
- 男性客限定トークイベント『KaiRan-Men 〜祭〜』（2020年3月13日、新宿ネイキッドロフト）[45] ※延期
- 24時間耐久カイランキャス 〜ゆるっと地球を救う〜　（2020年5月6日0時〜5月7日0時、ツイキャス配信）
- KaiRan-Van１周年記念ライブ『笑えんじゃない?きっと』（2020年8月7日、ツイキャスプレミアム有料配信）[46]
- KaiRan-Van『沖野晃司35バースデーイベント』（2020年11月18日、ツイキャスプレミア配信）
- KaiRan-Vanイベント vol.3 『お待たせしました、KaiRan-Vanです！』 （2021年5月22日、水道橋Words 、ツイキャスプレミア生配信あり）
- KaiRan-Van24時間生配信『KRV 24時間配信〜東京2020〜』（2021年9月4日19時〜9月5日19時、ツイキャス配信）[47]
- KaiRan-Van『沖野晃司36バースデーイベント』（2021年11月21日、ツイキャスプレミア配信）
- 『あすまいフェスvol.4〜あすまい学園〜』ゲスト出演（2022年4月23日、高田馬場 音部屋スクエア）[48]
- KaiRan-Vanプレゼンツ 『久保田唱・沖野晃司20周年記念イベント』（2022年7月31日、阿佐ヶ谷Loft A）[49]
- KaiRan-Van『24時間耐久カイランキャス〜あいし、あいされ、そんなかんじです。』（2022年9月17日〜18日、ツイキャス配信）
- KaiRan-Van『沖野晃司37バースデーイベント』（2022年11月14日、ツイキャスプレミア配信）
- カイランヴァンの演劇 『ケルヴェロスの三転倒立』（2022年12月24日〜25日、メルシアーク神楽坂）
- 『あすまいフェスvol.8〜今出舞生誕祭〜』ゲスト出演（2023年7月16日、大塚ドリームシアター）
- KaiRan-Van『24時間耐久カイランキャス 明日の為に。WOW WAR TONIGHT』（2023年8月26日〜27日、ツイキャス配信）
- KaiRan-Van『沖野晃司38バースデーイベント』（2023年11月22日、ツイキャスプレミア配信）
- KaiRan-Van theatre 『ケルヴェロスの三三七拍子』（2023年12月15日〜16日、赤坂CHANCEシアター、17日ツイキャスプレミア配信）
- 『KaiRan-Van的新年会　〜酒は百薬の長ってのは本当かい？2024〜』（2024年1月20日、阿佐ヶ谷ロフトA）
- KaiRan-Vanイベントvol.4『原点回帰回覧板（仮）』（2024年1月21日、大塚ドリームシアター）
- KaiRan-Van 呑みイベント『カイランヴァン1日店長やってみるってよ』（2024年5月31日、エビスSTARバー）
- KaiRan-Van 実験イベント『顔を合わせまShow！！！』（2024年6月1日、都内某所）
- おぶちゃ7周年記念公演 『ポエム同好会』（2024年10月13日、中目黒キンケロシアター）　アフタートークゲスト
- KaiRan-Vanイベント vol.5 『KaiRan-Fes.〜会いたくてココロオドルムーブメント〜』（2024年11月15日ツイキャス配信、16日〜17日、Route Theater）
- Kairan-Van×SANETTY 『オクヤミ（仮）』事前イベント『カイランヴァン自治会』（2025年5月11日、Route Theater）
- KaiRan-Vanイベント vol.6『オクヤミ アフターイベント & KRV6周年記念』（2025年8月3日、Route Theater）

### bokura-dansha presents
- 『アクティベート&アクトーク』（2025年5月23日〜25日、ウッディシアター中目黒）

### ボクジェネ
- ボクラ団社×T-gene 合同企画『ボクジェネ vol.1』（2023年12月3日、 MUSEモード音楽学院本館）

- ボクラ団社×T-gene 合同企画『ボクジェネ vol.2』（2024年2月18日、全電通労働会館）
- ボクラ団社×T-gene 合同企画『ボクジェネ vol.3』（2024年3月17日、MUSEモード音楽学院本館）
- ボクラ団社×T-gene 合同企画『ボクジェネ vol.4』（2024年11月24日、アトリエファンファーレ東池袋）
- ボクラ団社×T-gene 合同企画『ボクジェネ vol.5』（2024年12月14日、MsmileBOX渋谷）

### ソロプロジェクト活動
- 沖野晃司ソロライブ『KYO SO-』（2024年11月29日、Live Garage 秋田犬）
- 沖野晃司ソロライブ『KYO SO-２』（2025年2月1日、Live Garage 秋田犬）
- 沖野晃司ソロライブ『KYO SO-３』（2025年4月19日、Live Garage 秋田犬）
- 沖野晃司ソロライブ『KYO SO-４』（2025年6月22日、Live Garage 秋田犬）
- 沖野晃司ソロライブ『KYO SO-５』（2025年8月10日、Live Garage 秋田犬）

### イベント
- 『マチ★アソビ vol.20』 （2018年5月5日）
- ぱかラジッ！アニメ版 公開録音in徳島
- アニメ『ウマ娘 プリティーダービー』トレーナー研修会in【マチ★アソビ】[50]
- 東京ゲームショウ2019　CAPCOM『戦国BASARA』関ケ原の陣 スペシャルステージ　（2019年9月15日） - ゲスト出演
- 17LIVE『17男祭り2021 Supported by smart』Real Event&公式配信 （2021年6月25日）  - MC
- ウマ娘プリティーダービー 3rd EVENT『WINNING DREAM STAGE』（2021年8月29日、東京ガーデンシアター） [51]- MC シークレットゲスト出演[52]
- 『図ったん×ひょったん vol.9』（2022年6月18日・19日、四谷三丁目ドリームシアター）[53]
- 『めちゃスタ（SEVEN PARK AMAMI ENTERTAINMENT FESTIVAL）』声優トーク LIVE（2022年7月17日、セブンパーク天美）[54]
- 『まくをおろすな！LIVE』トークゲスト（2022年8月6日、よみうり大井町ホール）[55]
- 『T-gene Fes vol.4』（2022年9月3日、MUSEモード音楽学院本館）[56]
- 『session vol.23』（2022年9月4日、MUSEモード音楽学院本館）[57]
- ブラックスター -Theater Starless- 3周年記念イベント『3rd Anniversary Party』（2022年9月25日、クラブeX 品川プリンスホテル）[58]
- 『舞台「笑わない君と笑う僕」前夜祭』（2022年10月15日・3部、四谷三丁目ドリームシアター） [59]
- ウマ娘プリティーダービー   4th EVENT 『SPECIAL DREAMERS!! EXTRA STAGE』（2022年11月6日、ベルーナドーム） - MC シークレットゲスト出演[60]
- 『T-gene忘年会2022』（2022年12月30日、MsmileBOX渋谷）
- 『図ったん×ひょったん vol.11』（2023年2月25日・26日、MsmileBOX渋谷）
- 『T-gene Fes vol.5』（2023年4月9日、MUSEモード音楽学院本館）
- 『図ったん×ひょったん　Birthday Event 2023 』（2023年6月25日、MUSEモード音楽学院本館）
- ブラックスター -Theater Starless- 『4th Anniversary -Dining Starless-』（2023年9月23日・24日、コットンクラブ）[61]
- 『舞台「消された声」後夜祭』（2023年10月14日、R’sアートコート労音大久保会館）
- 『吉田宗洋バースデーイベント』（2023年11月19日、パティア四谷） - MC
- 『T-gene忘年会2023』（2023年12月30日、MUSEモード音楽学院本館）
- ウマ娘プリティーダービー  5th EVENT ARENA TOUR 『GO BEYOND -YELL』（2024年2月4日、有明アリーナ） - MC シークレットゲスト出演[62]
- 『図ったん×ひょったん the STAGE　後夜祭』（2024年7月13日、恵比寿ガーデンプレイスタワー）
- 『みほーすふぁーむ オープニング式典』（2024年7月14日、みふぉーすふぁーむ）
- 『鹿島海軍航空隊跡 一周年記念トークイベント』（2024年7月14日、鹿島海軍航空隊跡地（大山湖畔公園））
- 『声優スペシャルトークショー』（2024年8月11日、アリオ鳳）
- 『舞台「MOMOTARO」上映会』（2024年8月17日、本所地域プラザBIG SHIP）
- 『T-gene Fes vol.7』（2024年9月21日、アトリエファンファーレ東新宿）
- ブラックスター -Theater Starless- 『READING STARLESS』（2024年9月29日、浜離宮朝日ホール）
- 『図ったん×ひょったん大忘年会！』（2024年12月30日、ブルースクエア四谷）
- 『舞台「正義の味方 〜ジャスティス・タクティス〜」 前夜祭』（2025年2月1日、MUSEモード音楽学院）
- 『Birth of SHOWTIME 35th』（2025年2月23日、Route Theater）
- 『舞台「正義の味方 〜ジャスティス・タクティス〜」 後夜祭』（2025年3月16日、MUSEモード音楽学院）
- 小林太郎 presents SPECIAL LIVE 『Menuet』（2025年6月14日、有楽町 I'M A SHOW）
- 『T-gene Stage「Altersong」後夜祭』（2025年6月29日、ブルースクエア四谷）
- 図ったん×ひょったんpresents 『さよなら図師』（2025年7月20日、コフレリオ新宿シアター）
- ブラックスター -Theater Starless- 6周年記念イベント『BLACK PARTY』（2025年8月16日・17日、江戸川区総合文化センター）

### テレビアニメ
2017年
- 鬼平（乙吉）
- 僕のヒーローアカデミア（2017年 - 2024年、鉄哲徹鐵、ガンヘッド、凡戸固次郎、サイダーハウス） - 6シリーズ

2018年
- ポケットモンスター サン&ムーン（イカリ）
- ウマ娘 プリティーダービー（2018年 - 2023年、トレーナー） - 3シリーズ
- 東京喰種トーキョーグール:re（瓜江幹人）

2019年
- 明治東亰恋伽（早乙女京弥）
- Fairy gone フェアリーゴーン（ロバート・チェイス） - 2シリーズ
- RobiHachi（ルナガード隊員）
- ロード・エルメロイII世の事件簿 -魔眼蒐集列車 Grace note-（マイケル）
- 戦姫絶唱シンフォギアXV（黒服A）
- ダンジョンに出会いを求めるのは間違っているだろうかII（団員）
- ダンベル何キロ持てる?（観客）
- 炎炎ノ消防隊（消防士）
- GRANBLUE FANTASY The Animation Season 2（フェリ父）
- バビロン（2019年 - 2020年、ニコラス・ミラー）

2020年
- とある科学の超電磁砲T（海賊ラジオDJ）
- 織田シナモン信長（大俱利伽羅広光）
- あひるの空（横山篤士）
- うまよん（ナレーション）
- 富豪刑事 Balance:UNLIMITED（刑事）
- キングスレイド 意志を継ぐものたち（フレッグ）

2021年
- 蜘蛛ですが、なにか?（ジスカン）
- イジらないで、長瀞さん（放送部員）
- 86-エイティシックス-（同僚の男）
- SCARLET NEXUS（怪伐軍）
- ブルーピリオド（油画科試験官）
- 遊☆戯☆王SEVENS（デュエリストたち）

2022年
- 薔薇王の葬列（ランカスター兵、ハワード）
- SHAMAN KING（タリム）
- カードファイト!! ヴァンガード will+Dress（スタッフ）

2023年
- もののがたり（煽） - 2シリーズ
- 【推しの子】（新人俳優）
- 贄姫と獣の王（グウィバー）
- シュガーアップル・フェアリーテイル（キング）
- Helck（賞金稼ぎ）

2024年
- 貼りまわれ!こいぬ（Vo.CHAME〈イヌーズ〉、マネージャー犬）
- SHAMAN KING FLOWERS（タリム）
- 俺だけレベルアップな件（諸菱真吾）
- おじゃる丸（アッサム、住民６、スタッフ）
- 遊☆戯☆王ゴーラッシュ!!（2024年 - 2025年、ブリュエア）
- 鬼滅の刃 柱稽古編
- NINJA KAMUI（Businessman）
- この世界は不完全すぎる（川島）
- 2.5次元の誘惑（男性）
- ソードアート・オンライン オルタナティブ ガンゲイル・オンラインII（ロック）

2025年
- 黒執事 -緑の魔女編-（人狼）
- 紫雲寺家の子供たち（測候所職員B）
- 怪獣8号（田淵）

### 劇場アニメ
- 『僕のヒーローアカデミア THE MOVIE ワールド ヒーローズ ミッション』（2021年、鉄哲徹鐵）[81]
- 『銀河英雄伝説 Die Neue These 策謀』（2022年、ギュンター・キスリング）
- 『ワールドツアー上映「絆の奇跡、そして柱稽古へ」』（2024年）

### OVA
- ウマ娘 プリティーダービー BNWの誓い（2018年、トレーナー）

### Webアニメ
- ガンダムビルドダイバーズRe:RISE（2019年 - 2020年、カリコ） - 2シリーズ
- ゲーム『ウマ娘 プリティーダービー』1st Anniversary Special Animation（2022年、トレーナー[82]）
- 風都探偵（2022年、美原睦夫 / メガネウラ・ドーパント[83]）
- ラプソディRhapsody（2023年、溝呂木 隼）[84]
- BEASTARS FINAL SEASON（2024年、メロン[85]）

### PR動画
- となりのヤングジャンプ連載『OHMYGOD』[86]1&2巻発売記念PV【ボイコミ】 （2023年、明坂周） [87]
- 『半グレー六本木 摩天楼のレクイエムー』第12巻　発売記念ボイスコミックPV（2025年、伊南 真）[88]

### ゲーム
2010年代
- ブレイジングオデッセイ（2016年、瞬光の密偵タリス）
- StarCraft Remastered（2017年、シージタンク / ベッセル）
- ドラゴンハート（2017年、織田信長、呂布 他）
- 僕のヒーローアカデミア 激突!ヒーローズバトルW（2017年、鉄哲徹鐵）
- 僕のヒーローアカデミア スマッシュタップ（2018年、鉄哲徹鐵）
- 名探偵ピカチュウ（2018年、アレキサンダー・ワイルド）
- ドラゴンクエストXI 過ぎ去りし時を求めて S（2019年、ハリマ）
- ブラックスター -Theater Starless-（2019年、晶）

2020年代
- キャプテン翼 RISE OF NEW CHAMPIONS（2020年）
- 僕のヒーローアカデミア ULTRA IMPACT（2021年、鉄哲徹鐵）
- ヒプノシスマイク -Alternative Rap Battle-（2021年、艨艟鵺）
- 北斗の拳 LEGENDS ReVIVE（2021年、リマ）
- 滄海天記（2022年、織田信長）
- ドラえもん のび太の牧場物語 大自然の王国とみんなの家（2022年、カイ、王様）
- アーマード・コアVI ファイアーズオブルビコン（2023年、V. I フロイト)
- 新宿羅生門（2024年、土方玲雄）
- アサシン クリード シャドウズ（2025年)
- もののがたり～異界ノ契～（2025年、煽）

### 吹き替え
- サイトレス （イーストン）
- スイッチング・プリンセス3: 思いがけないスイッチ!
- #REALITYHIGH リアリティ・ハイ

### ナレーション
- 『競馬名勝負列伝』（2022年）YouTube JRA公式チャンネル[99]

### ドラマCD
- 戦国ロック活劇「天歌奏流-TENKASOUL」 美濃動乱編 （2020年、登坂蒼甫[100]）

### ビジュアルノベル
- 『戦国小町苦労譚 語絵巻 - カタリエマキ -』（2025年、織田信長[101]）

### ラジオCD
- ラジオCD『僕のヒーローアカデミア ラジオ オールマイトニッポン』Vol.6 （2021年、第5回ゲスト）[102]

### Webコンテンツ
- 『カロリーメイト』学生応援企画 【my部活メイト】（スマートフォン専用、2019年7月4日サービス開始）

### ボイスドラマ
- いれいす3rdフルアルバム【Recollection Note】特典DLデータ　ジャン=ポール役 （2021年12月）[103]

### ラジオ
- 東京カレンダーRADIO〜AuDeeダイジェスト〜（2021年 - 、TOKYO FM）
- 『仲村宗悟・Machicoの月曜、空いてますか？第12回』ゲスト出演（2022年8月15日、響ラジオステーション、ニコニコチャンネル＋）[104]

### 配信番組
- アトミックモンキーPresents『アトモンキングダム』2019年6月14日＠ロフトプラスワン　ツイキャスプレミア配信[105]
- 『「ウマ娘 プリティーダービー」ぱかライブTV Vol.5』2021年3月29日 - 第2部MC
- 『東京カレンダーRADIO』【男と女の答え合わせ】（スマホアプリAudee、2021年4月〜毎週金曜日配信）[106]
- 中尾拳也 オンライン生誕祭（2021年5月9日、ZOOM） - MC
- 『 日曜日はオフレコ でお願いします！第20回』2022年4月10日 @セブンパーク天美 AMAMI PLUS[107]
- 『アトの祭り』Fancon AtomicMonkey Park 2020年11月27日〜 随時
- 『日曜日はオフレコでお願いします！第35回』2022年7月17日 @セブンパーク天美 AMAMI PLUS[108]
- 『舞台「爆劔〜源平最終決戦〜」公演直前カウントダウン配信 第一回』2023年8月22日＠イルカクロマキースタジオ[109]
- 『舞台「爆劍〜源平最終決戦〜」全公演終演ありがとう＆お疲れ様生配信』2023年9月29日＠イルカクロマキースタジオ[110]
- 『「ウマ娘プリティーダービー」ぱかライブTV Vol.34』2023年10月28日 - MC[111]
- 『「ウマ娘プリティーダービー」そこそこぱかライブTV Vol.30』2024年1月28日 - MC
- 『入江玲於奈とテキーラ男子』2024年7月28日

## ディスコグラフィ

### キャラクターソング
| 発売日        | 商品名                                       | 歌                     | 楽曲                                       | 備考                                            |
| ------------- | -------------------------------------------- | ---------------------- | ------------------------------------------ | ----------------------------------------------- |
| 2018年9月12日 | ウマ娘 プリティーダービー ANIMATION DERBY 05 | トレーナー（沖野晃司） | 「うまぴょい伝説」                         | テレビアニメ『ウマ娘 プリティーダービー』関連曲 |
| 2020年2月19日 | 犬生は一度きり                               | 伊達組                 | 「エターナルずんだ、えだまめフォーエバー」 | テレビアニメ『織田シナモン信長』関連曲          |

### その他参加作品
| 発売日     | 商品名                                        | 歌                 | 楽曲                 | 備考       |
| ---------- | --------------------------------------------- | ------------------ | -------------------- | ---------- |
| 2023年4月  | 映画『まくをおろすな！』 ORIGINAL SOUND TRACK | 高柳明音・沖野晃司 | 「まくをおろすな！」 |            |
| 2023年10月 | 舞台『消された声』 サウンドトラック           | 沖野晃司           | 「夢の中で...」      | 舞台挿入歌 |
| 2024年1月  | 舞台『コトの葉』 サウンドトラック             | 沖野晃司           | 「オトが鳴る」       | 舞台挿入歌 |

### シリーズ一覧
1. ↑  第2期（2017年）、第3期（2018年）、第4期（2020年）、第5期（2021年）、第6期（2022年 - 2023年）、第7期（2024年）
2. ↑  第1期（2018年）、Season 2[66]（2021年）、Season 3[67]（2023年）
3. ↑  第1クール（2019年）、第2クール（2019年）
4. ↑  第一章（2023年）、第二章（2023年）

### ユニットメンバー
1. ↑  畠中祐、小笠原仁、橘龍丸、寺島惇太、沖野晃司、高橋伸也